# Eyvind Alnæs

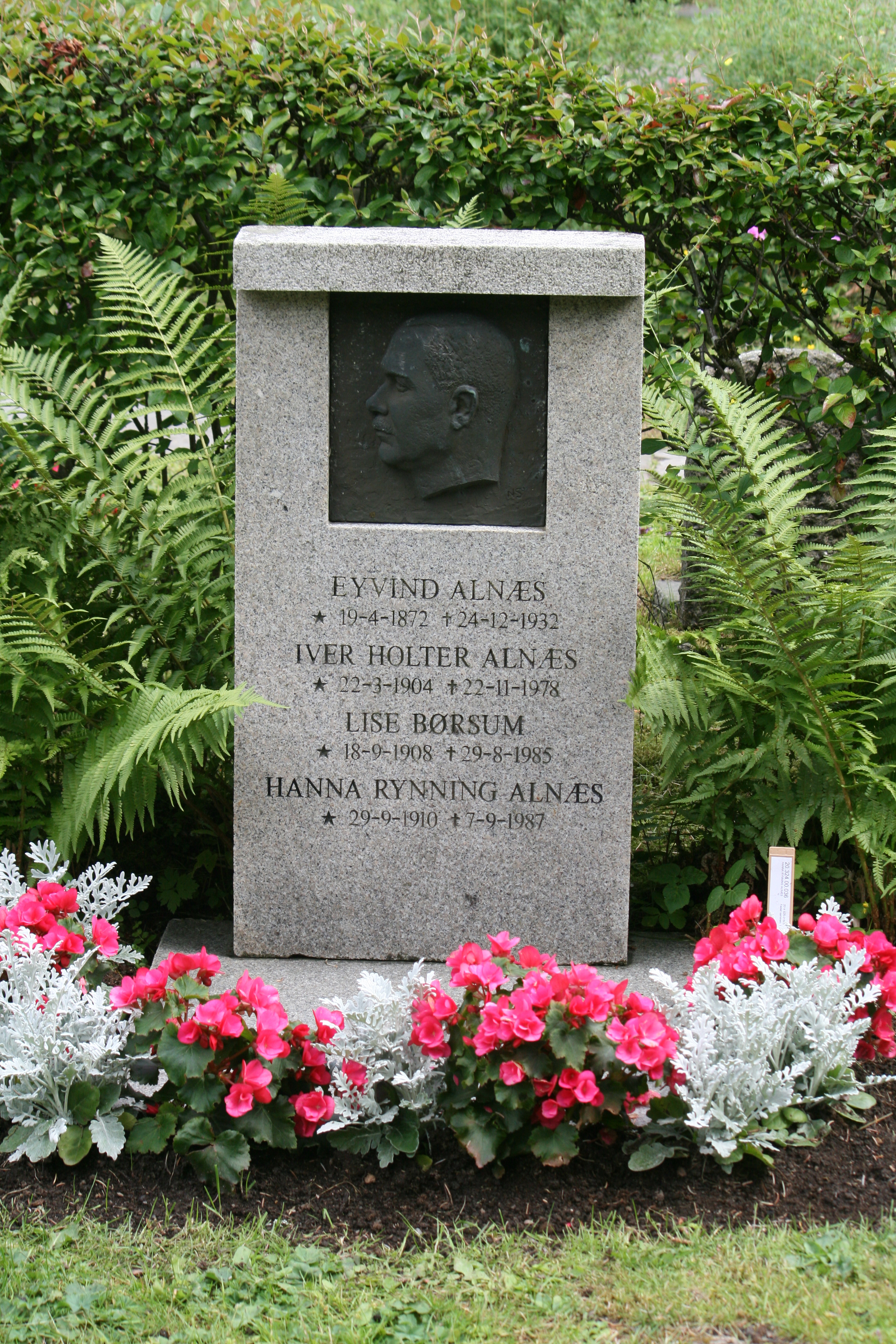
Tomba d'Eyvind Alnæs a Vestre gravlund a Oslo

Eyvind Alnæs   (Fredrikstad, 29 d'abril de 1872 - Oslo, 24 de desembre de 1932) fou un compositor, organista, director de cor i director d'orquestra noruec.

## Biografia
Alnæs va néixer a Fredrikstad, com a fill de Johannes Jørgen Lauritz Alnæs (1835–1916) i d’Elise Martine Hansen (1851–1931). Es va casar amb Emilie Thorne (1882–1976) el 1903. Va ser pare de l’autora Lise Børsum i avi del novel·lista Finn Alnæs i de l’artista Bente Børsum.
El 1888 es va inscriure a l'Escola de Música i Organistes d’Oslo (posteriorment Musikkonservatoriet i Oslo). Alnæs va estudiar piano amb Westye Waaler, orgue amb Peter Brynie Lindeman així com harmonia, contrapunt i composició amb Iver Holter. L'abril de 1892, després que Alnæs acabés els seus estudis a Oslo, va estudiar a Leipzig amb Carl Reinecke i, després de l'estrena de la seva primera simfonia el 1896, a Berlín amb Julius Ruthardt.
Durant molts anys va tocar l’orgue a diverses esglésies i va dirigir cors. Durant els anys 1895-1907 va ser organista a l'església de Bragernes a Drammen. Entre 1907-16 va tocar a l'església d’Uranienborg a Oslo i entre 1916-32 a la catedral d’Oslo. Va ajudar a fundar la Unió de Compositors Noruecs (Norsk Komponistforening) el 1917 i va exercir-ne de president entre els anys 1921-23. Alnæs va escriure música amb un estil romàntic tardà; la seva producció inclou dues simfonies, un conjunt de variacions simfòniques, un concert per a piano, peces per a piano, preludis de corals per a orgue, obres corals i romances (en noruec, romanser).
Eyvind Alnæs era francmaçó i actiu com a organista de l'Orde maçònic noruec.
Alnæs va rebre la medalla d'or l'Orde del Mèrit Reial (Kongens fortjenstmedalje) el 1922 i el 1932 va ser nomenat cavaller de 1a classe del Reial Orde Noruec de Sant Olaf.
Va morir el 1932 i va ser enterrat al cementiri de Vestre gravlund, al districte de Frogner, a Oslo.

## Discografia
Diverses cançons d'Alnæs han estat enregistrades per personatges com Kirsten Flagstad i Fiódor Xaliapin. El 2007 es va publicar el primer enregistrament del Concert per a piano d’Alnæs en re major, op. 27 (publicat cap al 1919); va comptar amb Piers Lane com a solista de piano i l'Orquestra Filharmònica de Bergen dirigida per Andrew Litton. A principis del 2010 es va publicar l'enregistrament en estrena de les seves dues simfonies - núm. 1 en do menor, Op.7 i núm. 2 en re major, Op.43 - amb l'Orquestra Simfònica Nacional de Letònia dirigida per Terje Mikkelsen.